# Кривко Микола Іванович
Мико́ла Іва́нович Кривко́ (23 вересня 1954, с. Корнів, Городенківський р-н, Станіславська обл., Українська РСР) — художник монументально-декоративного мистецтва, живописець і графік.

## Біографія
Кривко Микола Іванович народився 23 вересня 1954 року в селі Корнів Городенківського району Станіславської області. Батько, Кривко Іван Михайлович, тоді був секретарем Корнівської сільської ради, а решту життя провів на посаді обліковця тракторної бригади місцевого колгоспу. Мати, Кривко (Гнатюк) Євдокія Павлівна, працювала вчителькою молодших класів і групи продовженого дня у Корнівській школі. Миколи Іванович — брат соліста Львівського національного академічного театру опери та балету імені Соломії Крушельницької Кривка Володимира Івановича.
Після навчання у Корнівській восьмирічній школі Микола навчався в Ужгородському училищі прикладного та декоративного мистецтва. Служив в армії. У 1978 році закінчив Львівський державний інститут прикладного та декоративного мистецтва (викладачі М. Вендзилович, М. Курилич) [Архівовано 22 травня 2018 у Wayback Machine.]. Одержав кваліфікацію «Монументально-декоративне мистецтво» [Архівовано 22 травня 2018 у Wayback Machine.].
У 1979—2003 рр. працював на Івано-Франківському художньо-виробничому комбінаті. Замешкав у м. Івано-Франківськ. У 1993 р. став членом Національної спілки художників України. Микола Іванович був учасником міських, обласних, всеукраїнських (з 1981) і міжнародних (з 1993) мистецьких виставок. Персональні виставки робіт Кривка Миколи Івановича проводились в м. Івано-Франківськ (1993 р., 1999 р.), м. Одеса (2000 р.), м. Тандер-Бей (провінція Онтаріо, Канада, 2000 р.) [Архівовано 22 травня 2018 у Wayback Machine.]. Також проводив мистецькі виставки разом із дружиною Кісиличук Арсенією Миколаївною, яка є відомою майстринею художнього оброблення шкіри.

## Творчість
Створює у реалістичному стилі акварелі, пейзажі, настінні розписи, різьблення та скульптурні композиції. Твори знаходяться у приватних  колекціях України та закордоном. Окремі роботи зберігаються в Рогатинському краєзнавчому музеї (Івано-Франківська обл.) і Тернопільській картинній галереї [Архівовано 22 травня 2018 у Wayback Machine.].

### Основні роботи
- декоративна композиція «Мистецтво», 1984 р.;
- панно «Світ радіо», 1987 р.;
- «Осінь»,1988 р.;
- декоративні тарелі «Коломийка», 1989 р.;
- скульптура «Вівчар»,1990 р.;
- декоративні тарелі з портретом Т. Шевченка, 1991 р.;
- скульптура «Сопілкар»,1991 р.;
- «Срібний потік у Яремчі», 1996 р.;
- надгробок А. Ремезову, 2006 р.;
- «У полоні пізньої осені», 2014 р.,;
- «Золото Карпат», 2016 р.